# Kvarndammen (Kils socken, Närke)
Kvarndammen är en sjö i Örebro kommun i Närke och ingår i Norrströms huvudavrinningsområde. Sjöns area är 0,04 kvadratkilometer och den är belägen 195 meter över havet.